# سلطان شميلان
سلطان شميلان الحربي مواليد 3 يناير 1993 في ، السعودية، هو لاعب كرة قدم سعودي يلعب في نادي النجمة.